# Hildegard Knef
Hildegard Knef (Ulm, 28 de dezembro de 1925 - Berlim, 1 de fevereiro de 2002) foi uma atriz alemã.

## Carreira
A sua carreira como a(c)triz iniciou-se ainda antes da deflagração da Segunda Guerra Mundial, mas foi o teatro que a interessou mais inicialmente. A grande oportunidade no cinema, chega no pós-guerra, quando Wolfgang Staudte lhe ofereceu um papel de uma sobrevivente dos campos de concentração em que encara o regresso à vida de modo optimista no filme "Die mörder sind unter uns" (Os assassinos estão no meio de nós) (1946). Hollywood contratou-a, mas a sua carreira estado-unidense ficou reduzida a apenas três filmes, que apesar de pouco contribuírem para o seu desenvolvimento como a(c)triz, catapultaram-na para o seu reconhecimento internacional. Foi também cantora muito popular no seu país. Casou-se três vezes e teve uma filha (nascida em 1968) do seu segundo marido, David Cameron Palastanga.
Morreu vítima de uma infecção pulmonar.
Hildegard foi objecto de um filme biográfico dirigido por Kai Wessel em 2009. No filme, intitulado Hilde, ela é retratada pela atriz e modelo alemã Heike Makatsch.

## Filmografia
- 1944 Träumerei
- 1944 Schauspielschule
- 1944 Unter den Brücken

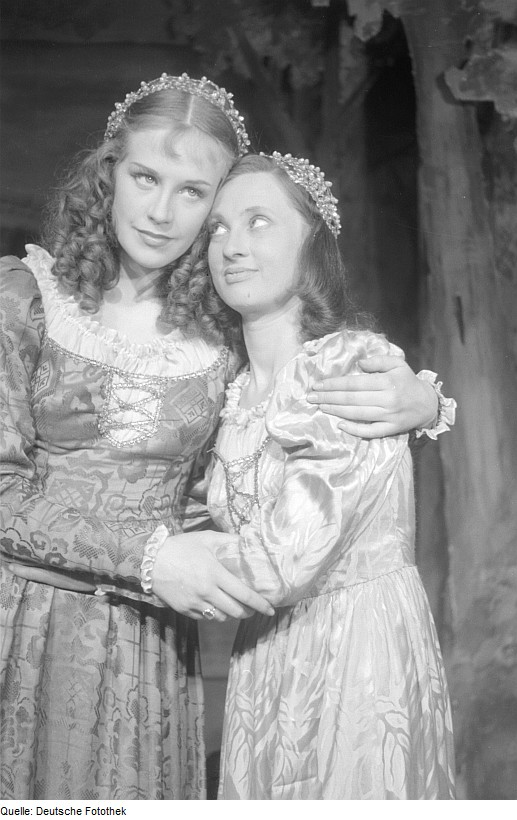
Hildegard Knef (esquerda) com Gudrun Genest na peça de teatro As You Like It (1946).

- 1944/45 Frühlingsmelodie (unvollendet)
- 1944/45 Die Brüder Noltenius,
- 1944/45 Fahrt ins Glück
- 1946 Die Mörder sind unter uns
- 1947 Zwischen gestern und morgen
- 1947 Film ohne Titel
- 1950 Die Sünderin
- 1951 Nachts auf den Straßen
- 1951 Es geschehen noch Wunder
- 1951 Decision Before Dawn
- 1952 Diplomatic Courier
- 1952 The Snows of Kilimanjaro
- 1952 La Fête à Henriette
- 1952 Night Without Sleep
- 1952 Alraune (Unnatural - the Fruit of Evil)
- 1952 Illusion in Moll
- 1953 The Man Between
- 1953/54 Eine Liebesgeschichte
- 1954 Geständnis unter vier Augen
- 1954 Svengali
- 1957/58 Madeleine und der Legionär
- 1958 La Fille de Hambourg
- 1958 Subway in the Sky
- 1958 Der Mann, der sich verkaufte
- 1960 Die geliebte Stimme
- 1960 La Strada dei Giganti
- 1962 Golden Boy
- 1962 Laura
- 1962 Lulu
- 1962 Landru
- 1962 Ballade pour un voyou
- 1962/63 Caterina di Russia/Cathérine de Russie
- 1962/63 Die Dreigroschenoper
- 1963 Das große Liebesspiel
- 1963 Gibraltar
- 1964 Wartezimmer zum Jenseits
- 1964 Verdammt zur Sünde
- 1964 Mozambique
- 1965 Mrs. Dally
- 1967 The Dirty Dozen
- 1967/68 The Lost Continent
- 1975 Jeder stirbt für sich allein
- 1978 Fedora
- 1979 Der Alte: Illusionen über einen Mord
- 1980 Checkpoint – Charlie
- 1982 Der Gärtner von Toulouse
- 1984 Scarecrow & Mrs. King
- 1985 Flügel und Fesseln/L'Avenir d'Émile
- 1988 Witchery
- 1990 Ein Schloss am Wörthersee: Adel verpflichtet zu nichts
- 1990 Champ Clos (In inniger Freundschaft)
- 1994 Tödliches Erbe
- 1999 Eine fast perfekte Hochzeit
- 2001 Wie angelt man sich einen Müllmann?
- 2001 A Woman And A Half (Documentário)

## Discografia

### Singles/EPs (ano da primeira edição)
- 1951 Ein Herz ist zu verschenken / Jeden Abend stehe ich am Hafen
- 1952 Illusionen
- 1952 Das Lied vom einsamen Mädchen
- 1958 La fille de Hambourg
- 1958 Bal de Vienne (u.a.)
- 1958 Das Mädchen aus Hamburg
- 1959 A Nightingale Sang In Berkeley Square (u.a.)
- 1962 Er war nie ein Kavalier
- 1962 Aber schön war es doch
- 1963 Mackie Messer
- 1963 Es war beim Bal paré
- 1963 Heimweh nach dem Kurfürstendamm
- 1963 Eins und eins, das macht zwei
- 1964 Sei doch so wie damals
- 1964 Das geht beim ersten Mal vorbei
- 1965 In dieser Stadt
- 1967 Das waren schöne Zeiten
- 1967 Einsam
- 1968 Für mich soll's rote Rosen regnen
- 1971 Christina
- 1972 Auntie' '
- 1974 Der alte Wolf
- 1976 Im Falle eines Falles
- 1979 Der Mensch muß unter die Leute
- 1986 Weißt du nicht mehr
- 1987 Ways Of Love (mit Glenn Yarbrough)
- 1992 Für mich soll's rote Rosen regnen
- 1993 Sag mir wo die Blumen sind
- 1995 Jene irritierte Auster / So oder so ist das Leben
- 1995 Eins und eins, das macht zwei (Special Misturado por DJ Stevie Steve)
- 1995 Von nun an ging's bergab (com Engel Wider Willen)
- 1995 Lausche mit dem Herz
- 2002 Warum wohl (feat. Thomas S.; postum)
- 2002 Du bist mein Salz in der Suppe (Atex Candy Mix; postum)

### LPS
- 1955 Cole Porter: Silk Stockings

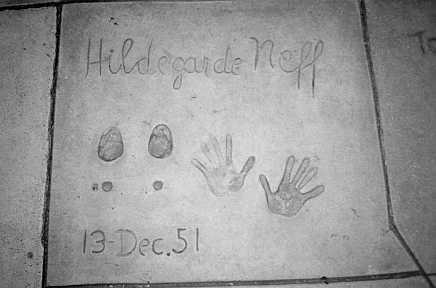
Impressões dos pés e mãos de Hildegard Knef no Grauman's Chinese Theatre.

- 1961 Hildegard Knef spricht Jean Cocteau: Die geliebte Stimme
- 1963 Die Dreigroschenoper
- 1963 So oder so ist das Leben
- 1964 Die großen Erfolge
- 1964 Hildegard Knef
- 1964 Seitensprünge nach Noten: Schauspieler singen Chansons (Ilse - Wedkind)
- 1964 Ihre großen Erfolge
- 1964 Illusionen
- 1964 Germany’s Hildegard Neff
- 1965 Mrs. Dally (Heute ist Unabhängigkeitstag)
- 1965 Hildegard Knef spricht und singt Tucholsky
- 1965 Chansons mit Hildegard Knef
- 1966 Ich seh die Welt durch deine Augen
- 1966 So hat alles seinen Sinn
- 1966 Die neue Knef – Tournee LIVE
- 1966 Die große Knef
- 1967 Halt mich fest
- 1967 Hildegard Knef
- 1968 träume heißen du
- 1968 knef concert
- 1968 Na und ...
- 1968 Der Mond hatte frei
- 1969 Love for Sale
- 1969 Die großen Erfolge 2
- 1970 knef
- 1970 Portrait in Musik
- 1970 Hildegard Knef liest: Der geschenkte Gaul – Bericht aus einem Leben
- 1970 Tapetenwechsel
- 1970 Grand Gala
- 1970 Hildegard Knef
- 1971 From Here On In It Gets Rough
- 1971 Worum geht’s hier eigentlich?
- 1971 The World of Hildegard Knef
- 1971 Gestern - Heute
- 1972 Und ich dreh’ mich nochmal um
- 1972 Texte, geschrieben und gelesen: Hildegard Knef
- 1973 Portrait in Gold
- 1974 Ich bin den weiten Weg gegangen
- 1975 Das Urteil – Hildegard Knef liest aus ihrem Roman
- 1975 Applaus
- 1975 Star für Millionen: Hildegard Knef
- 1976 Bei dir war es immer so schön
- 1976 Die großen Erfolge
- 1976 Grand Gala der Stars: Hildegard Knef
- 1977 Lausige Zeiten
- 1977 Goldene Serie: Hildegard Knef
- 1978 Heimweh-Blues
- 1978 Überall blühen Rosen
- 1979 Eins & Eins – Hildegard Knef, ihre großen Erfolge und das Orchester Bert Kaempfert
- 1979 Wereldsuccessen
- 1979 Profile: Hildegard Knef
- 1979 20 große Erfolge
- 1980 Da ist eine Zeit ...
- 1980 Tournee, Tournee ... Das Live-Album ihrer Konzertreise
- 1980 Motive: Hildegard Knef
- 1980 Star-Magazin: Hildegard Knef
- 1981 Portrait: Hildegard Knef
- 1984 Aber schön war es doch – 16 große Erfolge
- 1985 Ihre Freunde nennen sie Hilde
- 1985 Ihre 16 größten Erfolge
- 2002 The Reform Sessions

### Álbuns em CD
- 1985 Hildegard Knef - The Lady Is A Tramp – Internationale Erfolge
- 1988 Hildegard Knef - Concert – Ihre größten Erfolge
- 1988 Idole: Hildegard Knef
- 1989 Silk Stockings – 1955 Original Broadway Cast
- 1992 Hildegard Knef - Ihre großen Erfolge
- 1993 Hildegard Knef - Für mich soll's rote Rosen regnen – Ihre 20 schönsten Songs
- 1994 The Fantastic World of Voices: The Great Hildegard Knef
- 1994 Tonfilm-Schlager: Berühmte Filmmelodien und ihre besten Interpreten 1937 - 1955
- 1995 Pocahontas - Filmsoundtrack, Deutsche Originalversion
- 1995 Hildegard Knef - Für mich soll's rote Rosen regnen
- 1997 Hildegard Knef - Meine Lieder sind anders
- 1997 Pocahontas - Das Original-Hörspiel zum Film
- 1998 Hildegard Knef, Curd Jürgens, Gert Fröbe u.a. - Die Dreigroschenoper
- 1999 Hildegard Knef liest: Der geschenkte Gaul
- 1999 Hildegard Knef - 17 Millimeter
- 1999 Hildegard Knef - Ich sing dein Lied
- 2000 Hildegard Knef - Ich seh die Welt durch deine Augen
- 2000 Hildegard Knef - Die grossen Erfolge
- 2000 Knef - Halt mich fest
- 2000 Hildegard Knef - Nichts haut mich um
- 2001 Pop 2001 - Geschichte wird gemacht

### CD-álbuns póstumos
- 2002 Hildegard Knef - aber schön war es doch
- 2002 Hildegard Knef – So oder so ist das Leben
- 2002 Knef Sings, Kaempfert Swings
- 2002 Hildegard Knef – The Reform Sessions
- 2002 Hildegard Knef – In Concert
- 2002 hildegard knef – singt Cole Porter
- 2003 Hildegard Knef – A Woman and a Half
- 2003 Hildegard Knef – singt und spricht Tucholsky
- 2003 Hildegard Knef – So oder so ist das Leben
- 2003 Hildegard Knef liest: Das Urteil
- 2005 Hildegard Knef – Schöne Zeiten - Ihre unvergessenen Singles
- 2005 Knef
- 2005 Hilde Knef – Worum geht’s hier eigentlich?
- 2005 Hildegard Knef – Ich bin den weiten Weg gegangen
- 2007 "Hildegard Knef - From Here on it got rough. The best of her english recordings"